# Crown Jewel (2024)
Crown Jewel 2024 року (укр. Коштовність Корони) — це шоу професійного реслінгу, що було організоване американською компанією WWE. Це було шосте шоу серії за рахунком і відбулося воно в суботу, 2 листопада 2024 року (за місцевим часом), на Mohammed Abdu Arena в Ер-Ріяді, Саудівська Аравія. Подія транслювалася у форматі pay-per-view та прямої трансляції, а участь в ній взяли реслери й реслерки з брендів WWE RAW та SmackDown. Це 12-й захід, який WWE провело в Саудівській Аравії в рамках 10-річного партнерства на підтримку Saudi Vision 2030.

## Сюжети
Подія включала 6 поєдинків (ще один офіційно не відбувся), які стали результатом розвитку сценарних сюжетних ліній. Результати заздалегідь визначались сценаристами WWE на брендах RAW та SmackDown, а сюжетні лінії створювались і розвивались на щотижневих телевізійних шоу WWE, Monday Night Raw та Friday Night SmackDown.
На Bad Blood керівник креативного відділу WWE Пол «Тріпл Ейч» Левек оголосив, що на Crown Jewel чинні світові чемпіони та чемпіонки з RAW та SmackDown зустрінуться між собою у двобоях, але їхні титули не стоятимуть на кону, а натомість відповідні переможці будуть короновані як Чемпіон Crown Jewel та Чемпіонка Crown Jewel. Він також оголосив, що бої за ці титули будуть щорічними. Під час самого шоу Bad Blood, Лів Морган і Ная Джакс зберегли свої титули — Чемпіонство світу серед жінок від RAW та Чемпіонство WWE від SmackDown відповідно. Таким чином вони й отримали місце у матчі за титул Чемпіонки Crown Jewel. Суперник Беззаперечного чемпіона WWE Коді Роудса (SmackDown) був визначений у двобої за титул чемпіона світу у важкій вазі в епізоді RAW 7 жовтня — чемпіон Гюнтер переміг Семі Зейна.
В епізоді RAW від 5 серпня, «Великий» Бронсон Рід жорстоко атакував Сета «Фрікін» Роллінса провівши йому шість «Цунамі» (сплеш з третього канату), аби привернути увагу до себе. Роллінс отримав внутрішні гематоми і тріщини в ребрах (сюжетно) і був виведений з ладу на невизначений час. Сет несподівано повернувся в епізоді RAW від 30 вересня, і це коштувало Ріду перемоги у матчі «Last Monster Standing» проти Брауна Строумана. Після кількох наступних сутичок між Роллінсом й Рідом, матч між ними був запланований на Crown Jewel.
Після того, як шоу Bad Blood вийшло з ефіру, фанати зняли на відео напад Кевіна Оуенса на Коді Роудса, коли той заходив у свій автобус. Ймовірно, це сталось через те, що той об'єднався з Романом Рейнсом у командному матчі на тому шоу, хоча і Коді і Кевін протягом останніх кількох років мали тривале запекле протистояння з Рейнсом та його оригінальним складом Родоводу. Таким чином Оуенс став лиходієм уперше з 2022 року. Ренді Ортон, спільний друг Оуенса та Роудса, намагався зберегти мир, але Оуенс напав й на Ортона на парковці під час епізоду SmackDown 11 жовтня, вважаючи, що Ортон обрав Роудса, а не його. Ортон зробив запит на матч з Оуенсом, але отримав відмову від генерального менеджера SmackDown Ніка Алдіса, який сказав, що це рішення прийшло від вищого керівництва. Згодом Ортон зав'язав суперечку з керівником креативного відділу WWE Тріпл Ейчем під час епізоду 25 жовтня, й той таки запланував матч між Ортоном і Оуенсом на Crown Jewel.
З липня Андраде та Кармело Хейз ворогували між собою і обидва здобули по три перемоги в серії Best of Seven. За цей час Ел Ей Найт успішно захистив свій титул чемпіона Сполучених Штатів у боях з Андраде та Хейзом в епізодах SmackDown 20 вересня та 11 жовтня відповідно. Сьомий матч між Андраде та Хейзом був запланований на 25 жовтня і переможець отримав би право на майбутній титульний поєдинок проти Найта. В свою чергу Найт був спеціальним запрошеним рефері на цьому двобої, але бій закінчився нічиєю після того, як Найт напав на обох реслерів. В результаті його дій, генеральний менеджер SmackDown Нік Алдіс призначив Найту захист титулу і проти Андраде і проти Хейза в тристоронньому матчі на Crown Jewel.
Різні жіночі команди регулярно втручались у матчі одна одної на RAW, SmackDown та NXT, щоб поборотися за титули командних чемпіонів WWE серед жінок. Оскільки цей титул захищається для усіх трьох брендів компанії, генеральні менеджери усіх трьох брендів — Адам Пірс, Нік Алдіс та Єва — зустрілися під час епізоду SmackDown 25 жовтня і домовилися, що Б'янка Белер і Джейд Каргілл захищатимуть титули на Crown Jewel у чотиристоронньому матчі проти Damage CTRL (Ійо Скай та Кайрі Сейн) від RAW, Челсі Грін й Пайпер Нівен від SmackDown та команди Meta-Four (Леш Ледженд і Джакара Джексон) від NXT.
Після програшу у квітні титулу Беззаперечного Всесвітнього чемпіона WWE Коді Роудсу на Реслманії XL, Роман Рейнс взяв невизначену у часі перерву. Соло Сікоа очолив Родовід, оголосивши себе вождем племені і вигнав з групи Джиммі Усо і Пола Геймана, натомість додавши до неї Тонганців (Тама Тонга і Тонга Лоа) і Джейкоба Фату. На серпневому SummerSlam, Сікоа кинув виклик Роудсу на матч за чемпіонство, під час якого Родовід спробував втрутитися й це змусило Рейнса повернутися та завадити Соло перемогти. Потім Рейнс і Роудс неохоче погодилися об'єднатися, щоб протистояти Сікоа і Фату на Bad Blood, під час якого повернувся Джиммі, що допоміг Роману і Коді перемогти. У наступному випуску SmackDown, Джиммі сказав Рейнсу, що їм потрібна допомога у протистоянні з новим Родоводом Сікоа, натякаючи на повернення брата Джиммі — Джея Усо. Останній покинув угруповання за власним бажанням рік тому і перейшов у ростер RAW, але Рейнс був проти цієї ідеї. Потім Джиммі з'явився на RAW, щоб спробувати загладити свою провину перед братом, але Джей відмовився. Сікоа і його Родовід хотіли завербувати Джея, але через них Усо втратив свій Інтерконтинентальний титул чемпіона в епізоді RAW від 21 жовтня, а Джей, в свою чергу, «допоміг» Тонганцям програти титули командних чемпіонів WWE у епізоді SmackDown від 25 жовтня. Пізніше Джиммі та Джей обійнялися, повернувши до життя їх дует, а Рейнс лише вдумливо спостерігав за цим. 28 жовтня, в епізоді RAW, Джей погодився з'явитися на SmackDown, щоб «поставити крапки над і» у розміові з Рейнсом, а пізніше було оголошено, що Рейнс і Брати Усо зустрінуться з Родоводом у командному поєдинку 3-на-3 на Crown Jewel.

## Матчі
| №                                                    | Результати | Умови                                                                  | Час   |
| ---------------------------------------------------- | --- | ---------------------------------------------------------------------- | ----- |
| 1                                                    | Родовід (Соло Сікоа, Джейкоб Фату і Тама Тонга) (з Тонга Лоа) перемогли Романа Рейнса і Братів Усо (Джиммі та Джей) утриманням опонента.                                        | Командний матч 3-на-3                                                  | 16:35 |
| 2                                                    | Джейд Каргілл та Б'янка Белер (c) перемогли Damage CTRL (Кайрі Сейн та Ійо Скай), Meta-Four (Леш Ледженд та Джакара Джексон) та Челсі Грін і Пайпер Нівен утриманням опонентки. | Чотиристоронній командний матч за Командне чемпіонство WWE серед жінок | 12:00 |
| 3                                                    | Сет «Фрікін» Роллінс переміг Бронсона Ріда утриманням опонента. | Одиночний матч                                                         | 12:20 |
| 4                                                    | Лів Морган (Чемпіонка світу з RAW) перемогла Наю Джакс (Чемпіонка WWE зі SmackDown) утриманням опонентки.                                                                       | Одиночний матч за інавгураційне чемпіонство Crown Jewel серед жінок    | 8:15  |
| 5                                                    | Матч Ренді Ортона і Кевіна Оуенса не відбувся. | Одиночний матч                                                         | --:-- |
| 6                                                    | Ел Ей Найт (c) переміг Андраде й Кармело Хейза утриманням опонента. | Тристоронній матч за Чемпіонство Сполучених Штатів WWE                 | 9:10  |
| 7                                                    | Коді Роудс (Беззаперечний чемпіон WWE зі SmackDown) переміг Гюнтера (Чемпіон світу у важкій вазі з RAW) утриманням опонента.                                                    | Одиночний матч за інавгураційне чемпіонство Crown Jewel                | 23:00 |
| \| (c) \| – чемпіон(-и) на момент старту поєдинку \| | |                                                                        |       |
| (c)                                                  | – чемпіон(-и) на момент старту поєдинку |                                                                        |       |

## Виноски
1. ↑  Реслери влаштували бійку до гонгу.